# Guadalajara Open Akron 2023
Guadalajara Open Akron 2023 byl tenisový turnaj na ženském profesionálním okruhu WTA Tour hraný v Panamerickém tenisovém centru v Zapopanu. Druhý ročník mexického Guadalajara Open probíhal mezi 17. až 23. zářím 2023 v guadalajarské metropolitní oblasti na dvorcích s tvrdým povrchem.
Turnaj dotovaný 2 788 468 dolary patřil do kategorie WTA 1000. Nejvýše nasazenou singlistkou se stala světová sedmička Ons Džabúrová z Tuniska, kterou ve třetím kole vyřadila Italka Martina Trevisanová. Jako poslední přímá účastnice do dvouhry nastoupila polská 44. hráčka žebříčku Magdalena Fręchová. V důsledku invaze Ruska na Ukrajinu na konci února 2022 řídící organizace tenisu ATP, WTA a ITF s grandslamy rozhodly, že ruští a běloruští tenisté mohli dále na okruzích startovat, ale do odvolání nikoli pod vlajkami Ruska a Běloruska.
Druhý singlový titul na okruhu WTA Tour a první v kategorii WTA 1000 vybojovala 28letá Řekyně Maria Sakkariová, která se posunula na 6. místo žebříčku. Čtyřhru ovládly Australanka Storm Hunterová s Belgičankou Elise Mertensovou, jež získaly druhou společnou trofej. Hunterová poprvé v kariéře obhájila trofej a Mertensová se po skončení stala deblovou světovou jedničkou.

## Rozdělení bodů a finančních odměn

### Rozdělení bodů
| Soutěž  | Soutěž      | vítězky | finalistky | semifinalistky | čtvrtfinalistky | 16 v kole | 32 v kole | 56 v kole | Q  | Q2 | Q1 |
| ------- | ----------- | ------- | ---------- | -------------- | --------------- | --------- | --------- | --------- | -- | -- | -- |
| dvouhra | [ 2 ] [ 9 ] | 900     | 585        | 350            | 190             | 105       | 60        | 1         | 30 | 20 | 1  |
| čtyřhra | [ 10 ]      | 900     | 585        | 350            | 190             | 105       | 1         | —         | —  | —  | —  |

### Finanční odměny
| Soutěž                              | Soutěž      | vítězky   | finalistky | semifinalistky | čtvrtfinalistky | 16 v kole | 32 v kole | 56 v kole | Q2      | Q1      |
| ----------------------------------- | ----------- | --------- | ---------- | -------------- | --------------- | --------- | --------- | --------- | ------- | ------- |
| dvouhra                             | [ 2 ] [ 9 ] | 454 500 $ | 267 690 $  | 138 000 $      | 63 350 $        | 31 650 $  | 17 930 $  | 12 848 $  | 7 650 $ | 4 000 $ |
| čtyřhra                             | [ 10 ]      | 133 840 $ | 75 286 $   | 40 432 $       | 20 914 $        | 11 850 $  | 7 900 $   | —         | —       | —       |
| částka ve čtyřhře je uvedena na pár |             |           |            |                |                 |           |           |           |         |         |

## Ženská dvouhra

### Nasazení
| Stát                         | Hráčka                   | WTA | Nasazení |
| ---------------------------- | ------------------------ | --- | -------- |
| Tunisko                      | Ons Džabúrová            | 7.  | 1.       |
| Řecko                        | Maria Sakkariová         | 9.  | 2.       |
| Francie                      | Caroline Garciaová       | 10. | 3.       |
| USA                          | Madison Keysová          | 11. | 4.       |
| Švýcarsko                    | Belinda Bencicová        | 15. | 5.       |
| Lotyšsko                     | Jeļena Ostapenková       | 16. | 6.       |
|                              | Veronika Kuděrmetovová   | 18. | 7.       |
|                              | Jekatěrina Alexandrovová | 19. | 8.       |
| Brazílie                     | Beatriz Haddad Maiová    | 20. | 9.       |
|                              | Viktoria Azarenková      | 23. | 10.      |
|                              | Anastasija Potapovová    | 27. | 11.      |
| Ukrajina                     | Anhelina Kalininová      | 28. | 12.      |
| Belgie                       | Elise Mertensová         | 29. | 13.      |
| Egypt                        | Majar Šarífová           | 32. | 14.      |
| Itálie                       | Jasmine Paoliniová       | 33. | 15.      |
| Česko                        | Karolína Plíšková        | 34. | 16.      |
| Žebříček WTA k 11. září 2023 |                          |     |          |

### Jiné formy účasti
Následující hráčky obdržely divokou kartu do hlavní soutěže: 
- Eugenie Bouchardová
- Lya Isabel Fernándezová Olivaresová
- Ajla Tomljanovićová

Následující hráčky postoupily z kvalifikace:
- Ann Liová
- Maria Mateasová
- Grace Minová
- Asia Muhammadová
- Ana Sofía Sánchezová
- Demi Schuursová
- Ena Šibaharaová
- Carol Zhaová

Následující hráčky postoupily z kvalifikace jako šťastné poražené:
- Elvina Kalievová
- Sachia Vickeryová

### Odhlášení
před zahájením turnaje
- Bianca Andreescuová → nahradila ji  Hailey Baptisteová
- Paula Badosová → nahradila ji  Yanina Wickmayerová
- Belinda Bencicová → nahradila ji  Elvina Kalievová
- Marie Bouzková → nahradila ji  Emiliana Arangová
- Jennifer Bradyová → nahradila ji  Louisa Chiricová
- Elisabetta Cocciarettová → nahradila ji  Storm Hunterová
- Coco Gauffová → nahradila ji  Sofia Keninová
- Beatriz Haddad Maiová → nahradila ji  Sachia Vickeryová
- Darja Kasatkinová → nahradila ji  Robin Montgomeryová
- Petra Kvitová → nahradila ji Iryna Šymanovičová
- Rebeka Masárová → nahradila ji  Kristina Mladenovicová
- Jessica Pegulaová → nahradila ji  Caroline Dolehideová
- Bernarda Peraová → nahradila ji  Renata Zarazúová
- Jelena Rybakinová → nahradila ji  Taylor Townsendová
- Iga Świąteková → nahradila ji  Dajana Jastremská

## Ženská čtyřhra

### Nasazení
| Stát                                                                     | Hráčka                      | Stát        | Hráčka             | WTA | Nasazení |
| ------------------------------------------------------------------------ | --------------------------- | ----------- | ------------------ | --- | -------- |
| Austrálie                                                                | Storm Hunterová             | Belgie      | Elise Mertensová   | 8.  | 1.       |
| Kanada                                                                   | Leylah Fernandezová         | USA         | Taylor Townsendová | 29. | 2.       |
| Kanada                                                                   | Gabriela Dabrowská          | Nový Zéland | Erin Routliffeová  | 29. | 3.       |
| Japonsko                                                                 | Šúko Aojamová               | Japonsko    | Ena Šibaharaová    | 30. | 4.       |
| Mexiko                                                                   | Giuliana Olmosová           | Brazílie    | Luisa Stefaniová   | 34. | 5.       |
| USA                                                                      | Nicole Melichar-Martinezová | Austrálie   | Ellen Perezová     | 41. | 6.       |
| Kazachstán                                                               | Anna Danilinová             | Čína        | Jang Čao-süan      | 59. | 7.       |
| Japonsko                                                                 | Miju Katová                 | Indonésie   | Aldila Sutjiadiová | 63. | 8.       |
| Žebříček WTA k 11. září 2023; číslo je součtem umístění obou členek páru |                             |             |                    |     |          |

### Jiné formy účasti
Následující páry obdržely divokou kartu do hlavní soutěže:
- Eugenie Bouchardová /  María Fernanda Navarrová Olivová
- Veronika Mirošničenková /  Renata Zarazúová

Následující pár nastoupil z pozice náhradníka:
- Anna Rogersová /  Olivia Tjandramuliová

### Odhlášení
před zahájením turnaje
- Danielle Collinsová /  Demi Schuursová → nahradily je  Anna Rogersová /  Olivia Tjandramuliová

## Přehled finále

### Dvouhra
- Maria Sakkariová vs.  Caroline Dolehideová, 7–5, 6–3

### Čtyřhra
- Storm Hunterová /  Elise Mertensová vs.  Gabriela Dabrowská /  Erin Routliffeová, 3–6, 6–2, [10–4]